# Nikolaï Pogodine
Pour les articles homonymes, voir Pogodine.
Œuvres principales
- Les Aristocrates (1934), L'Homme à la carabine (1937)

Nikolaï Fiodorovitch Pogodine (en russe : Никола́й Фёдорович Пого́дин), nom de plume de Nikolaï Fiodorovitch Stoukalov, est un dramaturge soviétique, né le 3 novembre 1900 (16 novembre dans le calendrier grégorien) à Goundorovskaïa, dans la province du Don, mort le 19 septembre 1962 à Moscou. Dramaturge emblématique du réalisme socialiste et chantre du régime soviétique, il est notamment l'auteur d'une trilogie sur Lénine.

## Biographie
Né dans une famille paysanne de la stanitsa de Goundorovskaïa, dans la province du Don, Nikolaï Stoukalov connaît « une enfance errante avec sa mère, qui [voyage] d'un village cosaque à un autre en faisant de la couture ». Après des études élémentaires, il travaille à partir de 14 ans dans un magasin d'habillement, comme vendeur de journaux, dans le triage de gros morceaux de charbon pour l'exportation, dans un magasin d'usinage, dans la distribution de rubans de machine à écrire et provisions dentaires, comme expéditeur dans un journal, avant de se tourner vers la littérature et le journalisme,. Durant la guerre civile russe, il sert comme volontaire dans l'Armée rouge. Publié pour la première fois en 1920 dans Troudovaïa jizn (Vie laborieuse), journal de Rostov-sur-le-Don, il est correspondant et feuilletonniste à Molot de 1920 à 1922, puis correspondant spécial de la Pravda de 1922 à 1930. En 1925, il s'installe à Moscou.
Du fait de ses activités journalistiques, « ses pièces, en particulier les premières, semblent une dramatisation d'événements factuels en rapport avec l'actualité ». Tempo (Temp), pièce sur le plan quinquennal parue en 1929 et mise en scène en 1930 au Théâtre Vakhtangov, montre la construction de l'usine de tracteurs de Stalingrad. Il l'a écrite en sept jours, après un voyage pour la Pravda au cours duquel il a visité le site en construction. Poème de la hache (Poema o topore), en 1931, décrit la fabrication de l'acier inoxydable dans le troisième acte. Mon ami (Moï droug), en 1932, dépeint un protagoniste luttant pour obtenir une exploitation d'usine.
La plus populaire de ses pièces est Les Aristocrates (1934), une pièce moitié sérieuse, moitié comique sur la construction, par des travailleurs forcés, du Canal de la mer Blanche, entre la mer Blanche et la mer Baltique. Elle montre l'affrontement de deux forces : les tchékistes et les détenus, eux-mêmes divisés entre « spécialistes » (ingénieurs condamnés pour sabotage, contre-révolution, trahison) et « bandits » (voleurs, prostituées, croyants, koulaks et autres) ; les uns et les autres se considèrent comme des aristocrates, les seconds pour n'avoir jamais travaillé honnêtement de leur vie et n'avoir jamais voulu le faire du crime. Tous refusent d'abord de travailler, mais les tchékistes parviennent à les impliquer progressivement dans l'action collective, les transformant et les régénérant moralement. Le comique de la pièce réside dans le fait que les ingénieurs, gens de talent cultivés et intelligents, mettent plus de temps que les détenus de droit commun à comprendre la nécessité de travailler pour le bien du prolétariat. Aragon juge cette pièce « après tout médiocre » et considère que son succès, à sa création, est dû à « l'esprit de Résurrection, la vieille idée tolstoïenne du rachat des criminels ». En 1937, Pogodine retravaille sa pièce en scénario d'après lequel Ievgueni Tcherviakov réalise un long métrage à tout point fidèle à l’œuvre originale,,.

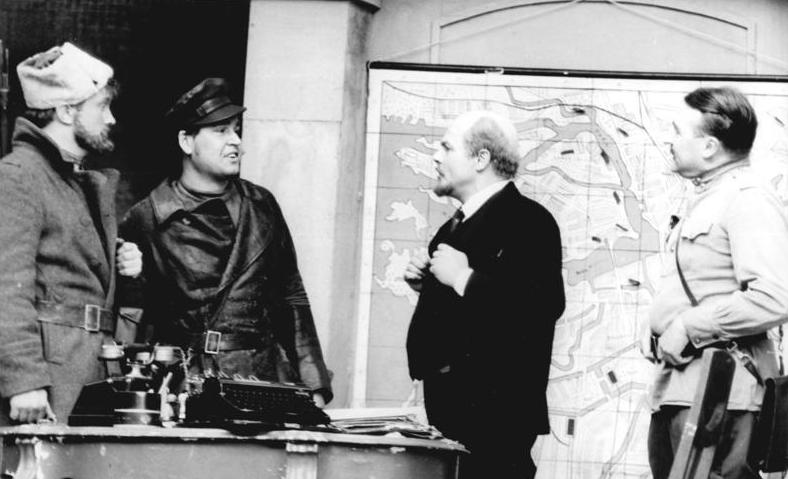
Scène de L'Homme à la carabine. Photo de Peter Liebers (10 juillet 1970).

Une autre de ses pièces les plus populaires est L'Homme à la carabine (Tchelovek s roujyom), en 1937, présentant Chadrine, un soldat qui se rend à Petrograd en octobre 1917 et se retrouve mêlé à la Révolution d'Octobre ; le point culminant de la pièce est sa rencontre avec Lénine, symbole de l'union du léninisme avec des aspirations populaires encore à demi conscientes. La deuxième pièce de sa trilogie sur Lénine, Le Carillon du Kremlin (Kremlyovskie kouranty), en 1940, se situe en 1920, alors que la famine ravage la Russie, et montre Lénine planifiant l'électrification du pays ; dans une scène, Lénine s'entretient avec un vieil horloger juif qui s'engage à réparer le carillon de la place Rouge, afin qu'il joue l'air de l'Internationale. Cette pièce à succès est jouée par plus de cinquante théâtres soviétiques. La Troisième pathétique (Tretia patetitcheskaïa), en 1955, présente la mort de Lénine dans un esprit tragique et s'achève par le motif habituel de l'espoir dans l'avenir.
Quand les lances se rompent (Kogda lomaioutsia kop'ya), en 1953, est une comédie. L'une de ses meilleures œuvres, Le Sonnet de Pétrarque (Sonet Petrarki), parue dans l'almanach Literatournaïa Moskva en 1956 et représentée au Théâtre Maïakovski le 23 mars 1957, cette pièce se passe dans les bureaux d'un chantier sibérien, sur un fond de draperies Renaissance et met en scène des communistes de diverses tendances, le porte-parole du libéralisme étant lui-même un dirigeant du Parti qui veut « revenir à l'esprit de Kirov », c'est-à-dire d'avant les grandes purges staliniennes,,,.
Figure du théâtre, il n'en a pas moins connu les aléas de la censure. Sa pièce Le Carillon du Kremlin connaît ainsi quatre versions: la première donne la première place à Staline et la deuxième à Lénine, la troisième les place sur un même plan.
De 1951 à 1960, Pogodine est le rédacteur en chef de la revue Teatr. Il est décoré de l'Ordre de Lénine, reçoit le Prix Staline en 1941, la distinction d'Artiste du Peuple de la RSFSR en 1949, le Prix Lénine en 1958.
Décédé le 19 septembre 1962, Nikolaï Pogodine est inhumé à Moscou au cimetière de Novodievitchi.

## Théâtre
- Tempo (Temp), 1929
- Impertinence (Derzost’), 1930
- Poème de la hache (Poema o topore), 1931
- Neige (Sneg), 1932
- Mon ami (Moï droug), 1932
- Après le Bal (Poslie bala), 1934
- Les Aristocrates (Aristokraty), 1934
- L'Homme à la carabine (Tchelovek s roujyom), 1937
- Le Carillon du Kremlin (Kremlyovskie kouranty), 1940
- Quand les lances se rompent (Kogda lomaioutsia kop'ya), 1953
- La Troisième pathétique (Tretia patetitcheskaïa), 1955
- Le Sonnet de Pétrarque (Sonet Petrarki), 1956
- La Petite étudiante (Malenkaïa stoudentka), 1958
- La Rhapsodie bleue (Goloubaïa rapsodia), 1961

## Roman
- Le Collier d'ambre (Yantarnoïe ojerelye), 1960 (traduction française par Perle Dedieu, Le Seuil, 1963)

## Recueils de saynètes
- Koumatchovoïe outro, 1926
- Krasnie rostki, 1926

## Scénarios
- Les Aristocrates (Zaklioutchionnye) de Ievgueni Tcherviakov, 1936
- L'Homme à la carabine (Tchelovek s roujyom) de Sergueï Ioutkevitch, 1938
- Trois rencontres (Tri vstretchi) d'Alexandre Ptouchko, Vsevolod Poudovkine et Sergueï Ioutkevitch, 1948
- Les Cosaques de Kouban (Koubanskie kazaki) d'Ivan Pyriev, 1949
- Djamboul (Dzhambul) d'Efim Dzigan, 1952
- Les Tourbillons hostiles (Vikhri vrajdebnye) de Mikhaïl Kalatozov, 1953
- Le Premier échelon (Pervyi echlon) de Mikhaïl Kalatozov, 1955
- Le Lutteur et le Clown (Boriets i klooun) de Boris Barnet, 1957
- La Petite gare (Poloustanok) de Boris Barnet, 1963[20]